# Berkenkielwants
De berkenkielwants (Elasmostethus interstinctus) is een wants uit de familie kielwantsen (Acanthosomatidae). De soort werd door Carl Linnaeus vermeld in zijn Systema naturae uit 1758. 

## Naamgeving
De oude Nederlandse naam ‘berkenschildwants’ leverde veel verwarring op met de Elasmucha grisea, die ook wel berkenwants werd genoemd, terwijl ze ook nog tot dezelfde familie behoorden.

## Uiterlijk
De berkenkielwants heeft een enigszins vlak schildvormig lichaam, waarvan de basiskleur groen is, met lichtgroene poten. De antennes zijn meestal groen en worden naar het uiteinde donker. Over de voorvleugels (hemelytra) loopt langs het schildje (scutellum) een brede rode band, die afbuigt langs het membraan (doorzichtige deel van de voorvleugel). Het schildje is groen met een rode vlek aan de bovenkant. De onderkant loopt spits toe. Aan weerszijden van het membraan zitten vaak twee donkere vlekjes. De lengte is 8,5 – 11 mm.
De nimfen zijn groen met rood op het achterlichaam. De heel jonge nimfen hebben een donkere kop en halsschild.

## Gelijkende soorten
- Uit grote delen van Europa is nog een tweede Elasmostethus-soort bekend: Kleine kielwants (Elasmostethus minor). Deze lijkt als twee druppels water op E. interstinctus en is alleen zeker daarvan te onderscheiden door nauwkeurig de buikzijde van de laatste achterlijfssegmenten te bekijken (op foto’s is dat alleen met een scherpe foto mogelijk). De nimfen van E. minor ontwikkelen zich monofaag aan rode kamperfoelie, maar de imagines kunnen vliegen en dus ook dwalen.
- Tot op zekere hoogte lijkt de soort ook op de gewone kielwants (Elasmucha grisea) maar er zijn enkele verschillen;
  - de gewone kielwants heeft geen zwart-wit connexivum (aan de zijkant zichtbare deel achterlijf).
  - de weerszijden van halsschild zijn gepunt en iets donkerder van kleur, bij de gewone kielwants zijn deze rond.
- Van de eveneens inheemse meidoornkielwants (Acanthosoma haemorrhoidale) is de berkenkielwants te onderscheiden op de volgende verschillen.
  - bij de berkenkielwants zijn de zijpunten van het halsschild iets minder groot en zwartig (i.p.v. rood).
  - de berkenkielwants is kleiner.
  - het membraan is licht (i.p.v. geheel rood).
  - Het schildje (scutellum) van de meidoornwants is geheel groen (i.p.v. groen met een rode vlek).

## Verspreiding en gedrag
Vooral in het noordelijk- en middengedeelte van Europa is het een algemene wants, in het zuiden is hij veel zeldzamer. Naar het oosten toe is hij verspreid tot in Klein-Azië en Siberië. Ook in Noord-Amerika komt hij voor.
De soort leeft in berken (ruwe berk (Betula pendula), zachte berk (Betula pubescens)) en elzen (zwarte els (Alnus glutinosa), witte els of grauwe els (Alnus incana)). Slechts zelden zie je de volwassen wantsen op andere bomen. Behalve aan de bladeren zuigen nimfen en volwassen wantsen vooral aan de rijpende zaden. De volwassen wants overwintert in de strooisellaag en de paring vindt plaats in het voorjaar. In mei en juni worden er maximaal 24 eieren gelegd op de bovenkant van de bladeren.

## Media

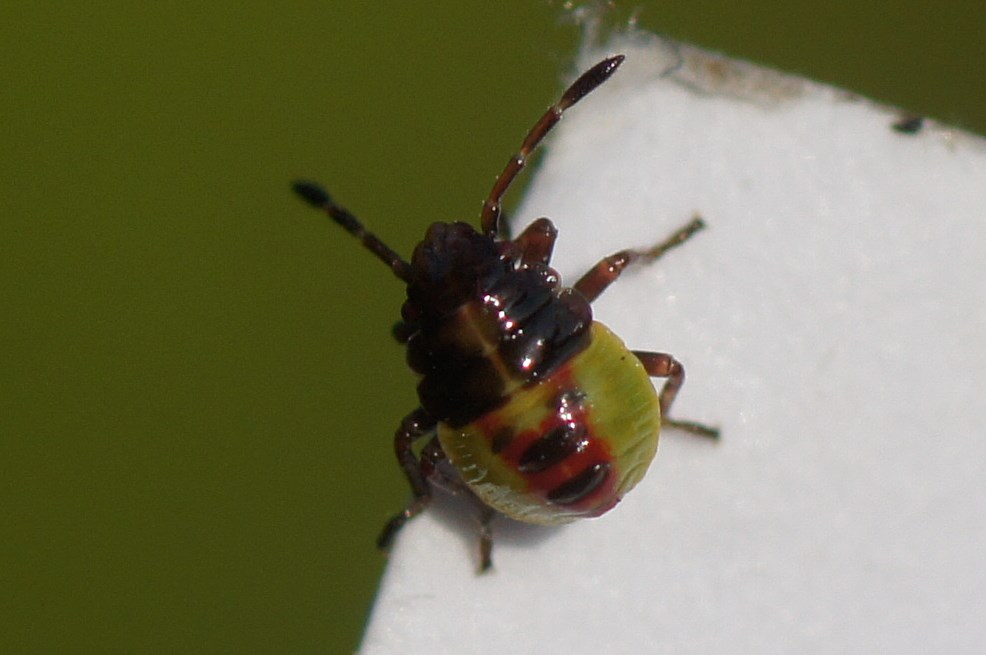
Jonge nimf
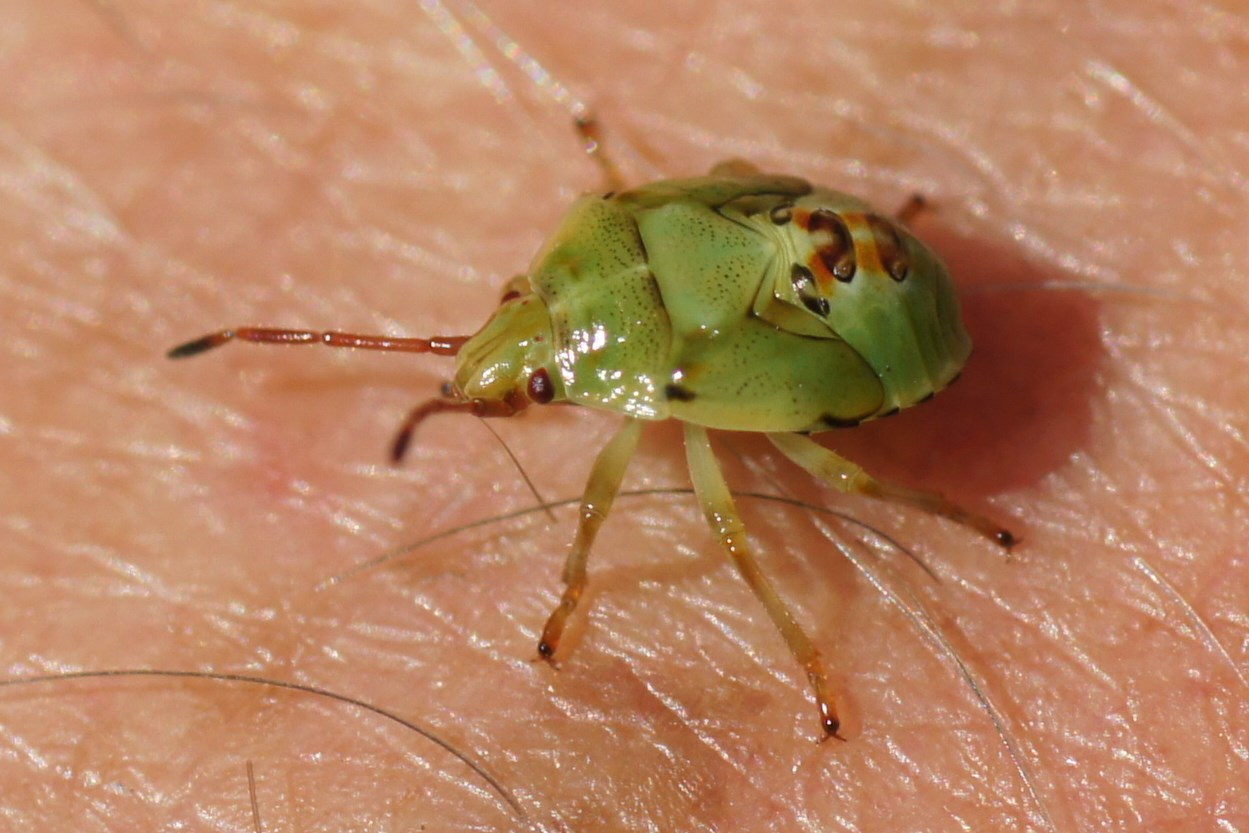
Oudere nimf
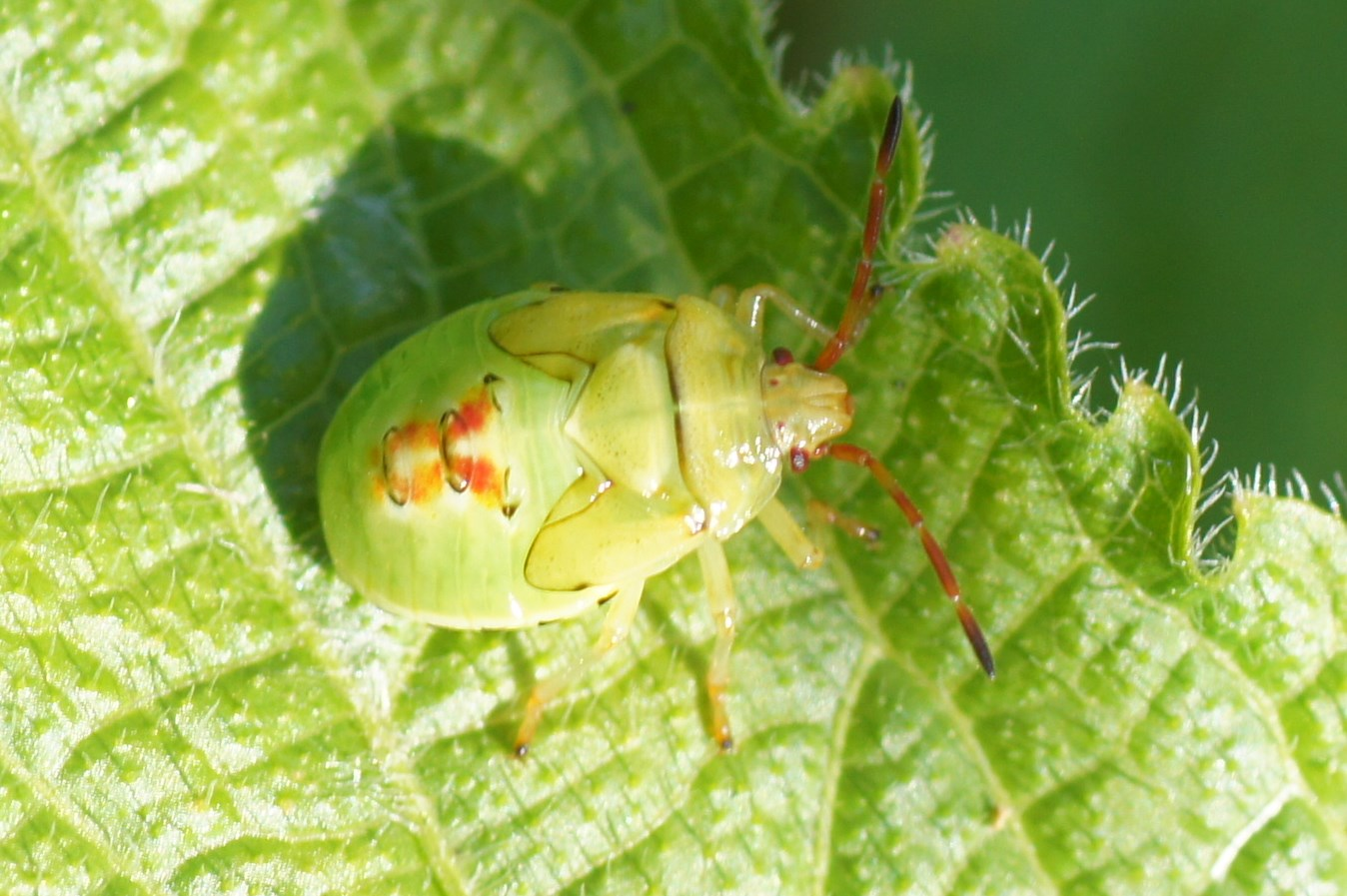
Nog oudere nimf
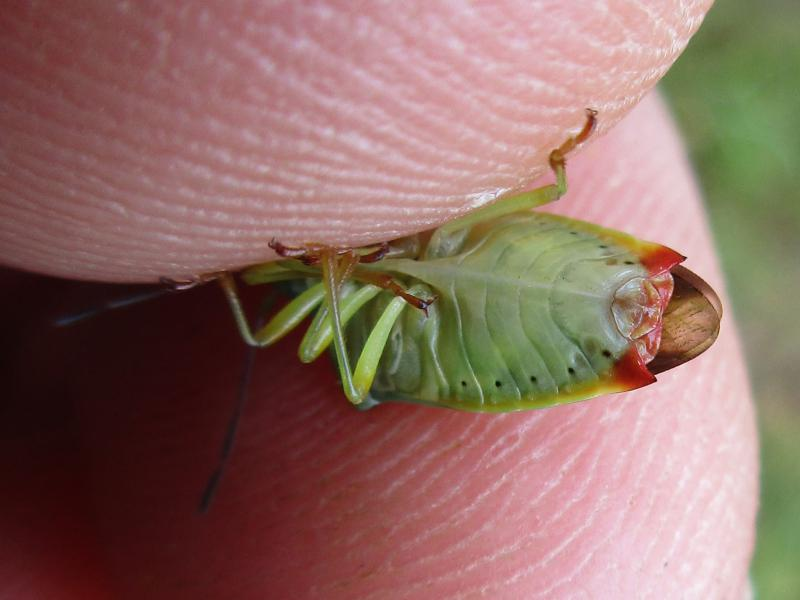
Achterlijfssegmenten onderzijde vrouwtje

1. ↑  Berkenkielwants. Waarneming.nl. Geraadpleegd op 12 augustus 2025.
2. ↑  Berkenkielwants. Nederlands soortenregister. Geraadpleegd op 12 augustus 2025.